# Topologia de Alexandrov
Em topologia, um Espaço de Alexandrov é um espaço topológico no qual a intersecção de qualquer família de abertos é aberta. Há um axioma da topologia que diz que qualquer intersecção finita de abertos é um aberto, mas em um espaço de Alexandrov, a restrição de ser finito é descartada.
Topologias de Alexandrov são univocamente determinadas por sua pré-ordem canônica. De fato, dado qualquer pré-ordem ≤ sobre um conjunto X, há uma única topologia de Alexandrov em X para a qual a pré-ordem canônica é ≤. Os conjuntos abertos são os  segmentos iniciais (considerando ≤). Assim, topologias de Alexandrov sobre X são  bijeções com pré-ordens em X.

## Caracterização das topologias de Alexandrov
Topologias de Alexandrov têm um grande número de caracterizações. Seja X = <X, T> sendo um espaço topológico. Então, as seguintes propriedades são equivalentes:
- Caracterização por conjuntos abertos e fechados:
  - Conjunto aberto: Uma intersecção arbitrária de conjuntos abertos de X é um conjunto aberto.
  - Conjunto fechado: Uma união arbitrária de conjuntos fechados de X é um conjunto fechado.

## História
Espaços de Alexandrov foram inicialmente introduzidos em 1937 por P. S. Alexandrov sob o nome de espaços discretos, onde ele deu a caracterização em termos de conjuntos e vizinhanças. O nome espaço discreto veio depois a ser usado para espaços topológicos nos quais todo subconjunto é aberto e o conceito original esquecido.